# Rions
Rions is een gemeente in het Franse departement Gironde (regio Nouvelle-Aquitaine). De plaats maakt deel uit van het arrondissement Langon. Rions telde op 1 januari 2022 1.483 inwoners.

## Geografie
De oppervlakte van Rions bedroeg op 1 januari 2022 10,65 vierkante kilometer; de bevolkingsdichtheid was toen 139,2 inwoners per km².

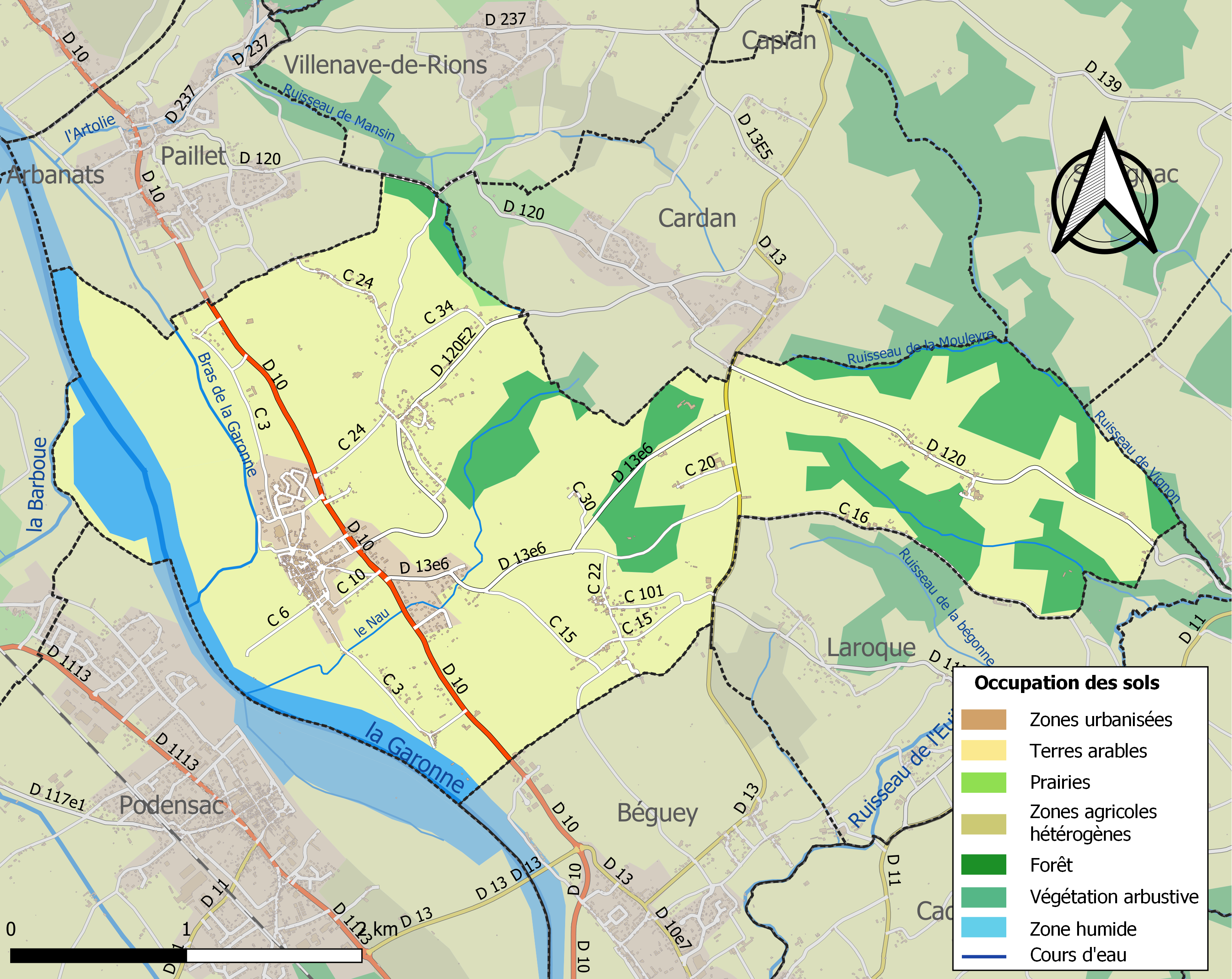
Kaart van de gemeente met belangrijkste infrastructuur, bodemgebruik en omliggende gemeenten

## Demografie
Onderstaande figuur toont het verloop van het inwonertal (bron: INSEE-tellingen).

## Afbeeldingen

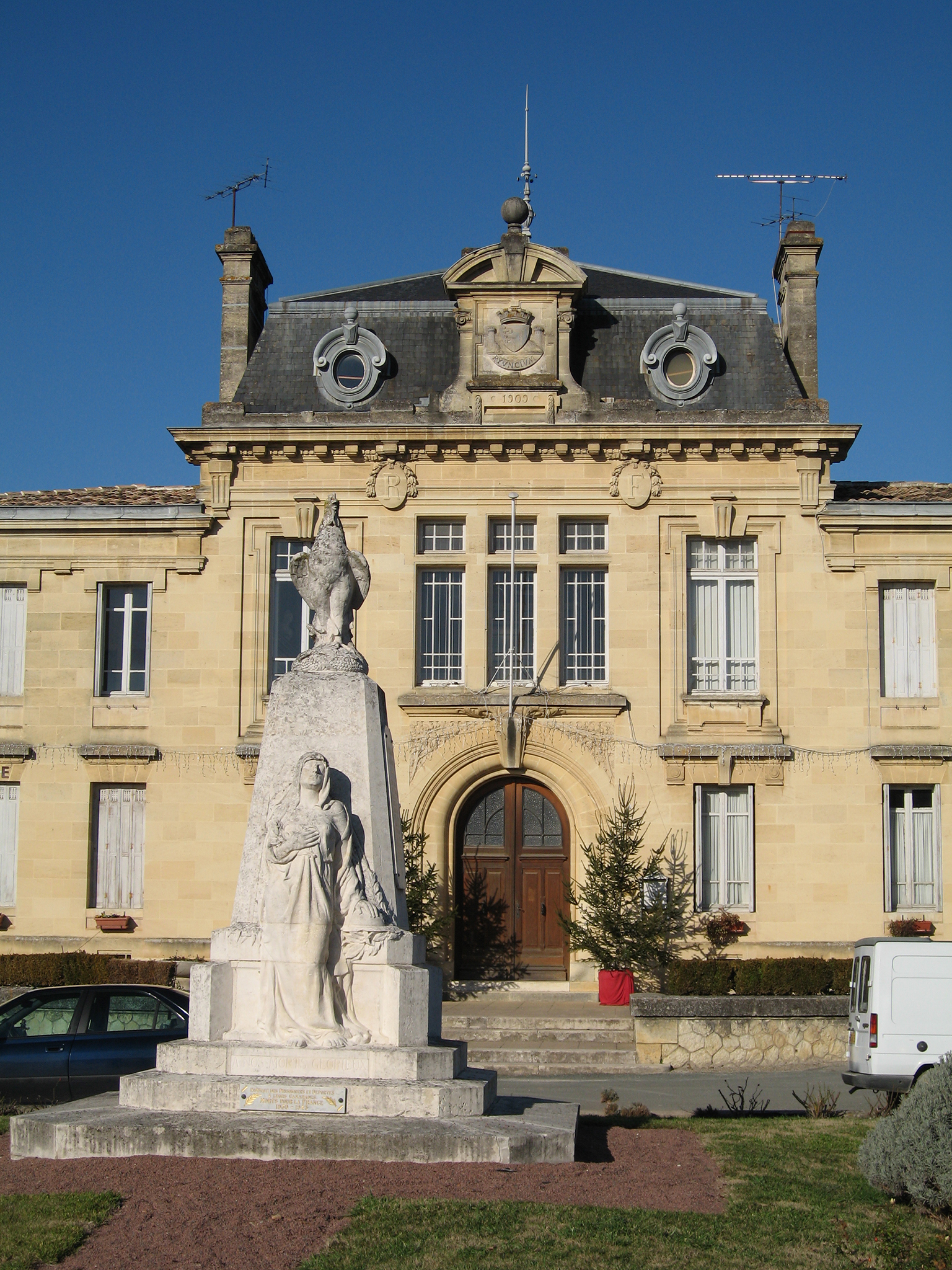
Gemeentehuis
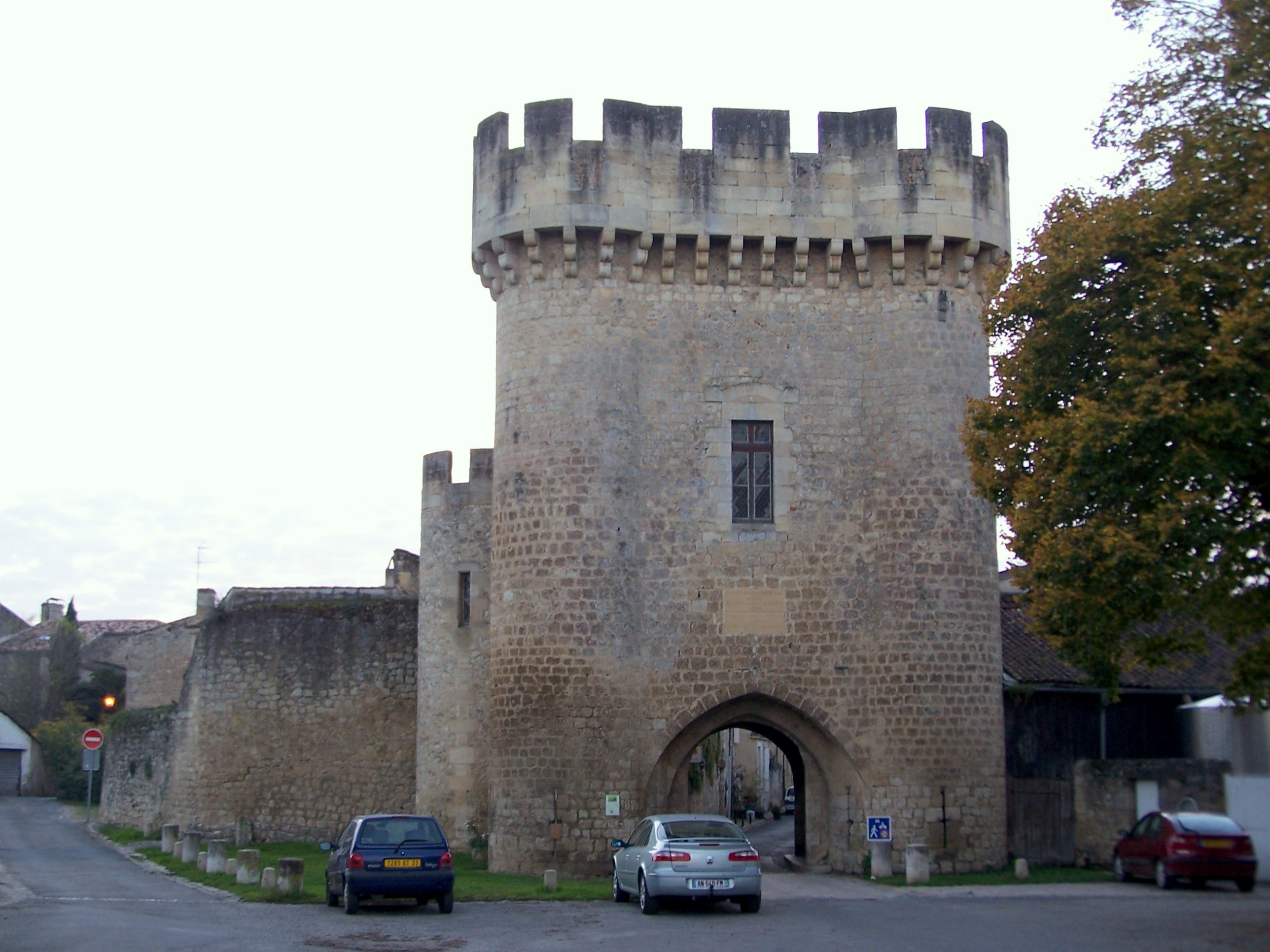
Porte du Lhyan
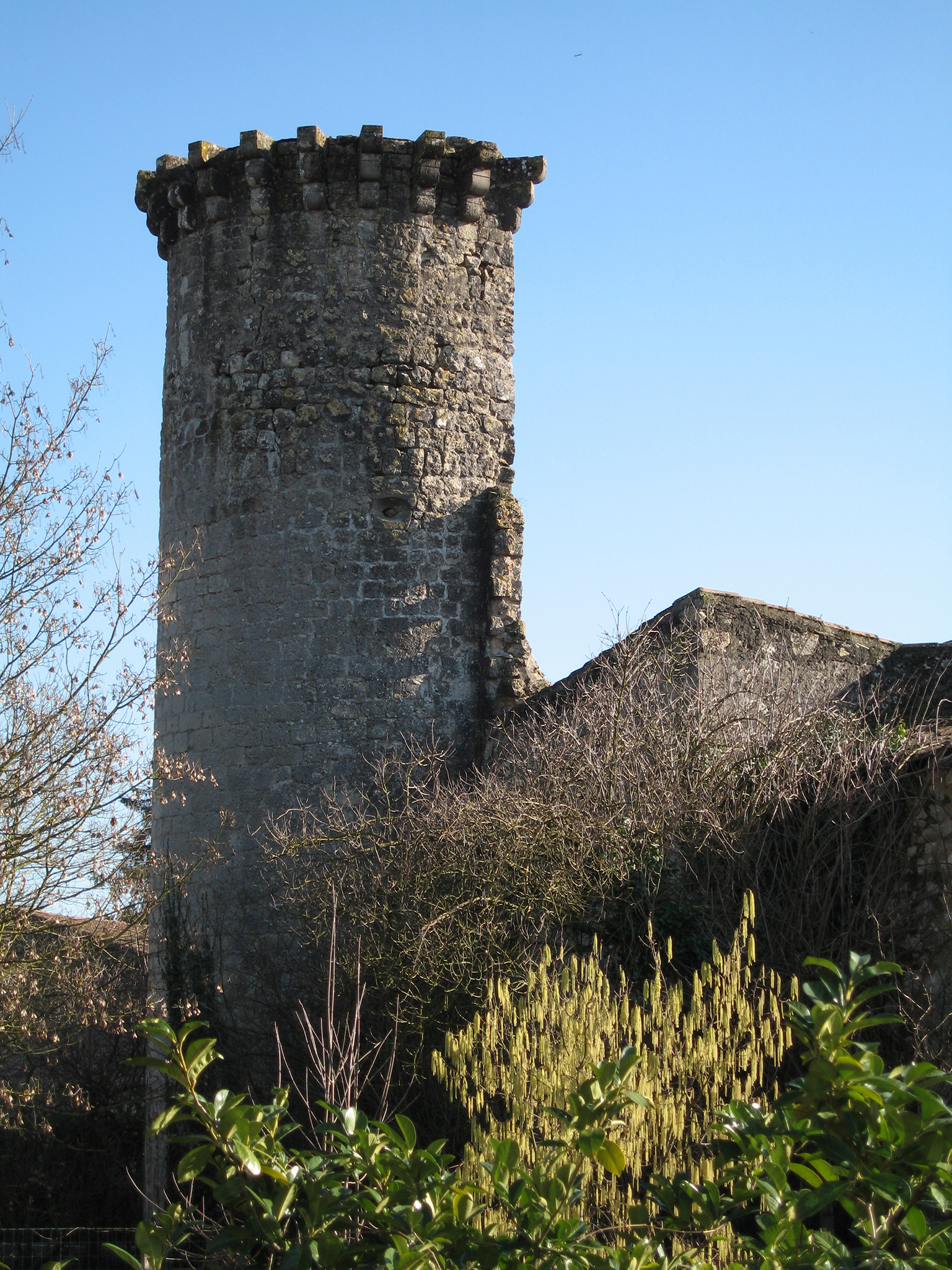
Tour du Guet
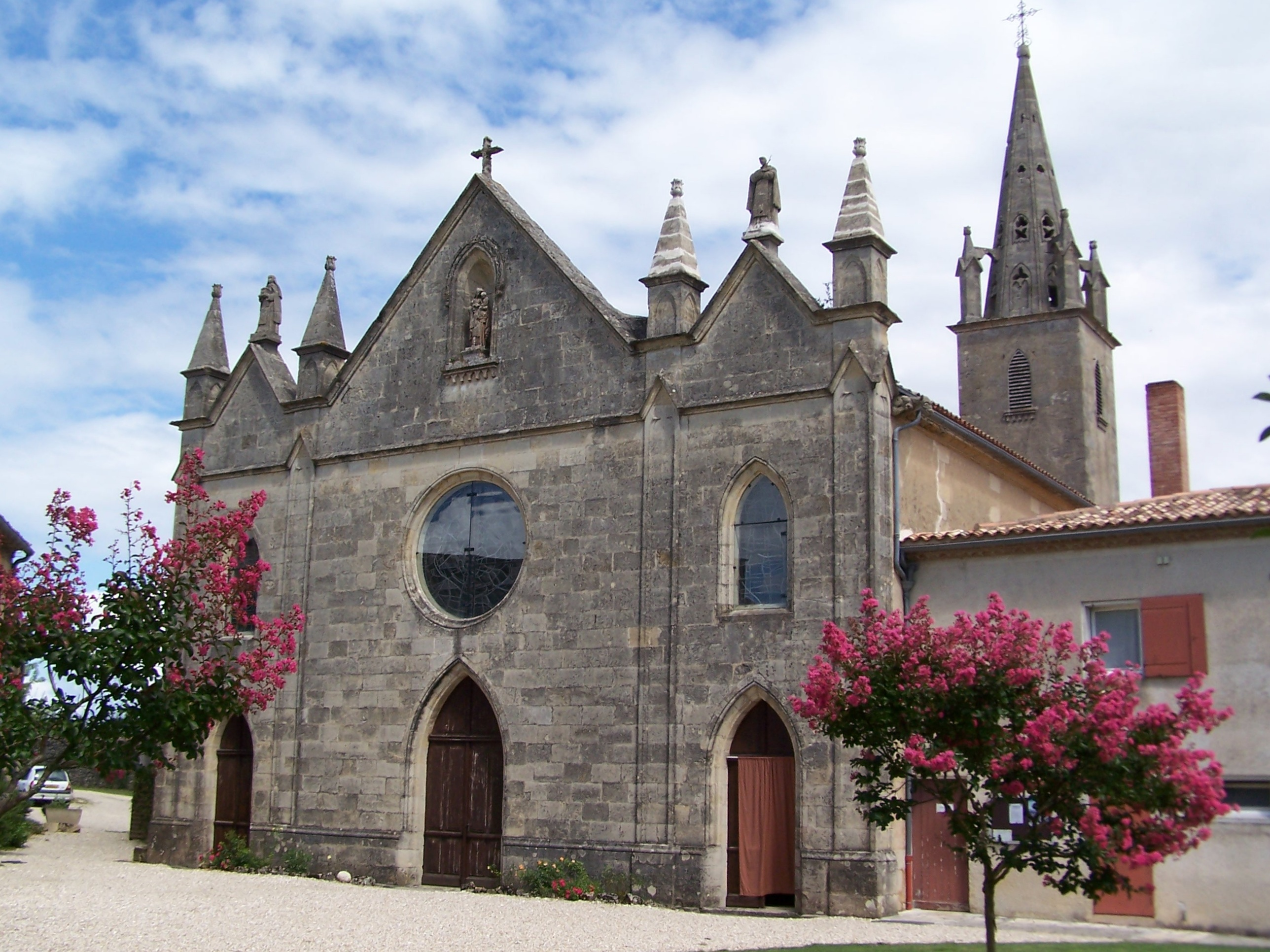
Monastère du Broussey